# Elecciones generales de Donbás de 2014
El 2 de noviembre de 2014, se celebraron elecciones generales en las Repúblicas Populares de Donetsk y de Lugansk —en ese momento confederadas en la Nueva Rusia—. Como resultado de la guerra en el este de Ucrania iniciada el mismo año, estas entidades no reconocidas internacionalmente controlan de facto partes de las regiones de Donetsk y de Lugansk en la región del Dombás. Las elecciones, las primeras de su tipo desde el establecimiento de ambas repúblicas, se llevaron a cabo para elegir a sus órganos ejecutivos y parlamentos. En la República Popular de Donetsk, el actual líder Aleksandr Zajárchenko ganó el puesto de jefe de Estado de la República Popular de Donetsk, y su partido República de Donetsk ganó la mayoría en el parlamento. En la República Popular de Lugansk, el actual líder Ígor Plótnitski ganó el puesto de jefe de Estado, mientras su partido Paz para la Región de Lugansk ganó una mayoría en el parlamento.
La celebración de estas elecciones generó controversia en la comunidad internacional. Los Estados Unidos y la Unión Europea no reconocieron la legitimidad de estas elecciones, mientras que Rusia declaró su intención de reconocerlas. Ucrania y los países occidentales argumentaron que el acuerdo de alto el fuego logrado en septiembre, en Minsk, solo preveía elecciones en diciembre y no por medidas unilaterales. Por otro lado, el presidente ruso Vladímir Putin dijo que todo lo que acordaron en Minsk era celebrar elecciones «en coordinación, no en línea» con los planes electorales ucranianos. El Ministro de Asuntos Exteriores de Rusia Serguéi Lavrov dijo que las elecciones fueron un paso necesario e importante para «legitimar las autoridades de la República Popular de Donetsk y de la República Popular de Lugansk». El asesor presidencial ruso Yuri Ushakov clarificó posteriormente que la posición de la Federación Rusa de respetar los resultados de las elecciones «no significaba necesariamente» un reconocimiento oficial de los resultados.

## Contexto

### Primera fase de la guerra ruso-ucraniana
La primera fase de la guerra ruso-ucraniana se refiere al periodo comprendido entre 2014 y 2015 en los inicios de dicho conflicto. Tras esta etapa se desarrolló una fase de alto el fuego a la que siguió un recrudecimiento del conflicto a partir de febrero de 2022. Inicialmente se trató de una crisis diplomática internacional que sobrevino en febrero de 2014 tras la destitución del presidente ucraniano Víktor Yanukóvich como resultado de las protestas del Euromaidán —realizadas principalmente en las zonas occidental y central del país para apoyar el acercamiento hacia la Unión Europea— que fueron rechazadas por comunidades rusófonas de la zona suroriental del país, compuestas en su mayoría por ucranianos rusófonos y rusos étnicos.
Tras la huida de Yanukóvich en dirección desconocida el 21 de febrero de 2014, la Rada Suprema destituyó del cargo a Yanukóvich por «el abandono de sus funciones constitucionales». El 23 de febrero de 2014, el jefe del grupo parlamentario del Partido de las Regiones que lideraba Yanukóvich, Oleksandr Yefrémov, responsabilizó a Yanukóvich del saqueo del país y del derramamiento de sangre.
Consecuentemente, el parlamento asumió el poder Ejecutivo y propuso derogar la ley sobre la cooficialidad de los idiomas de las minorías a nivel municipal y provincial. Como respuesta, diversos grupos prorrusos se manifestaron en contra del nuevo gobierno nacional y proclamaron sus anhelos de estrechar sus vínculos (o inclusive integrarse) con Rusia. Estas protestas se concentraron en Crimea y algunas óblast en la zona fronteriza entre Rusia y Ucrania donde se produjeron una serie de revueltas militares, incluyendo tanto tropas locales como tropas rusas. En medio del levantamiento, las autoridades de Crimea convocaron a un referéndum para el 16 de marzo siguiente con el propósito de adherirse a la Federación Rusa.
Tras el pedido del gobierno de Crimea a Rusia, el Consejo de la Federación aprobó un envío de tropas que (según las autoridades del país) tenía como objetivo garantizar la integridad de los habitantes de Crimea y las bases rusas estacionadas allí, hasta que se normalizara la situación sociopolítica. Ello favoreció la Declaración de Independencia de Crimea y Sebastopol que condujo a la proclamación de la República de Crimea —reconocida solo por Rusia— previo restablecimiento de la constitución de 1992 que consideraba al territorio como soberano —aunque delegaba algunas competencias a Ucrania— con una ciudadanía y una policía propias. El proceso finalmente condujo a la adhesión de Crimea a Rusia que fue oficializada el 18 de marzo de 2014, aunque no contó con el reconocimiento del gobierno ucraniano.
Pese al apaciguamiento alcanzado en Crimea, la situación degeneró en el Dombás donde las fuerzas separatistas de las autoproclamadas Repúblicas Populares de Donetsk (RPD) y Lugansk (RPL) se enfrentaron al gobierno de Ucrania agravando la guerra en esta región. El 11 de mayo de 2014, ambas repúblicas celebraron referéndums ilegítimos bajo la legislación ucraniana sobre su estatus político en los territorios controlados por los separatistas que resultaron en una proclamación de independencia de las regiones en cuestión mientras que los combates continuaron a pesar de los intentos por detenerlos. Una llamada telefónica entre líderes separatistas admitiendo la manipulación de la votación y acordando el resultado de los referéndums fue filtrada por la Inteligencia ucraniana. No obstante, el 15 de febrero de 2015 —con la entrada en vigencia del acuerdo Minsk II— se inició un alto el fuego incondicional.

### Nueva Rusia
Nueva Rusia (en ruso: Новоро́ссия, Novoróssiya; en ucraniano: Новоросія, Novorosiya), también conocida como la Unión de Repúblicas Populares (en ruso: Сою́з Наро́дных Респу́блик, Soyúz Naródnyj Respúblik; en ucraniano: Союз Народних Республік, Soyuz Naródnyj Respúblik), fue una confederación conformada por las autoproclamadas repúblicas populares de Donetsk (RPD), Lugansk (RPL) en los territorios de los óblasts con mayoría rusoparlante. Su creación fue proclamada el 22 de mayo de 2014, y un mes después los portavoces de ambas repúblicas declararon su fusión en una «Unión de Repúblicas Populares» confederada. Sin embargo, internacionalmente el país no obtuvo reconocimiento alguno como Estado independiente, salvo por Osetia del Sur. En este contexto, el proyecto fue suspendido el 1 de enero de 2015 y, el 20 de mayo siguiente, los miembros constituyentes anunciaron la congelación del proyecto político. Desde entonces prosigue la guerra del Dombás dentro de la cual nació el proyecto.
La confederación estaba ubicada en la zona oriental de Ucrania, limítrofe con Rusia. Su denominación evocaba el nombre de la región histórica de Nueva Rusia (también llamada «Novorrusia» o «Rusia Nueva») que ha sido el nombre histórico de un territorio del Imperio ruso surgido tras la conquista en 1774 del Kanato de Crimea, tras las guerras ruso-turcas. La región fue poblada principalmente por ucranianos y rusos que establecieron grandes ciudades, tales como Odesa. La región novorrusa fue incorporada en 1922 a la República Socialista Soviética de Ucrania. Tras la disolución de la Unión Soviética, el término «Novorrusia» volvió a emplearse en las convocatorias independentistas de las regiones correspondientes a la zona histórica. El término empezó a ser de uso común entre la propaganda promovida por el Kremlin tras el Euromaidán.

## República Popular de Donetsk

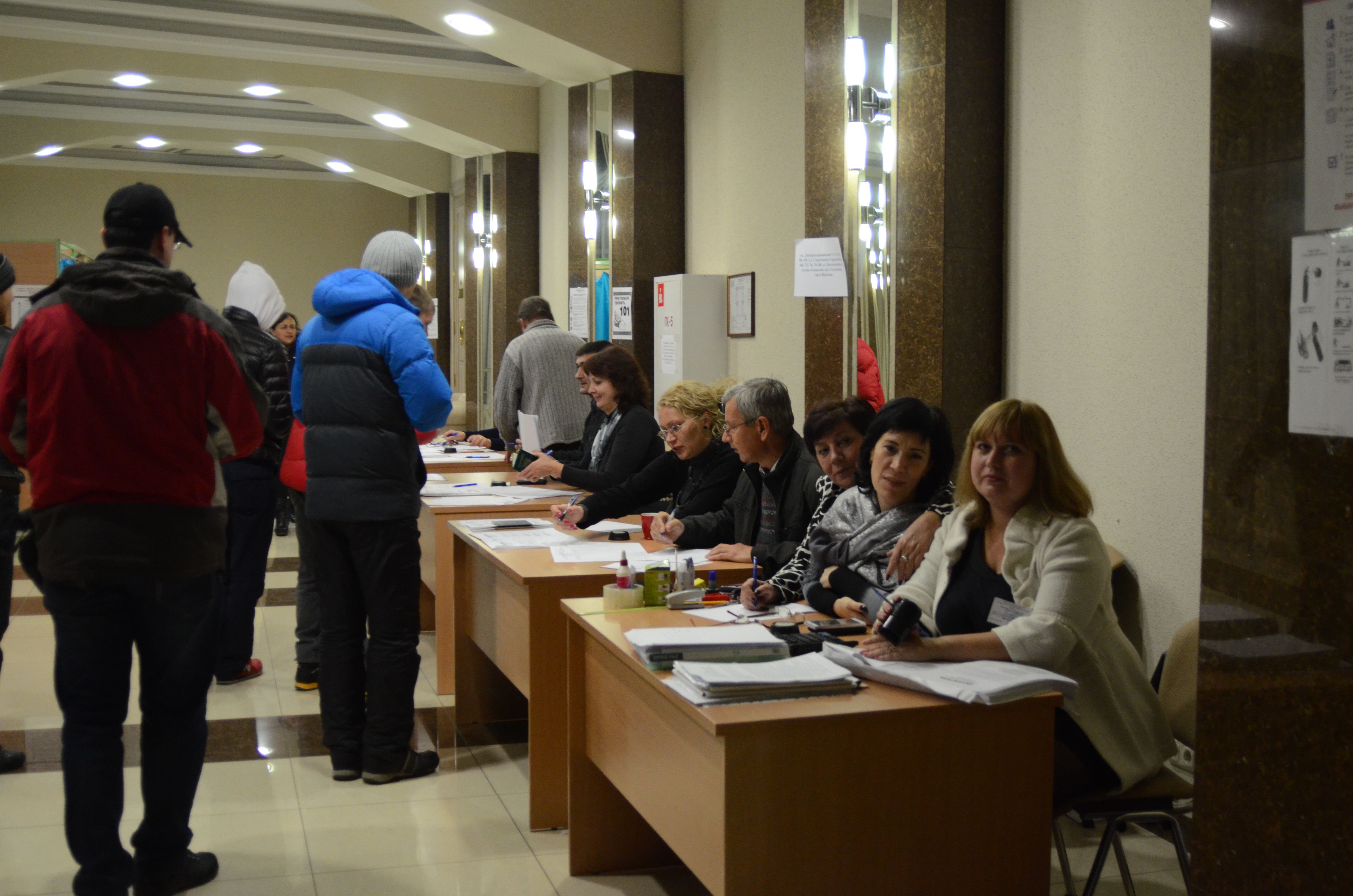
Votación en la ciudad de Donetsk.

Las elecciones para escoger los diputados del parlamento de la República Popular de Donetsk (RPD), junto con las elecciones para el jefe de Estado de la RPD, tuvieron lugar el 2 de noviembre de 2014. Una comisión electoral central se creó para organizar la elección, la cual preparó 3,2 millones de papeletas de voto. Las personas que tenían al menos treinta años de edad y que «permanentemente residieron» en la RPD en los diez años anteriores eran elegibles para períodos de cuatro años, y las organizaciones públicas podrían nominar candidatos. No se utilizaron listas de votantes basadas en cualquier censo electoral, lo que hizo temer potenciales votos duplicados. Con la excepción de Aleksandr Zajárchenko, los otros candidatos no usaron vallas o carteles, y eran generalmente desconocidos para los votantes, pero aun así, ellos obtuvieron más de 20  % de los votos.
Uno de los principales candidatos para la jefatura de estado de la RPD Iuri Sivokonenko dijo: «Yo no pedí a la gente a votar por mí, porque yo no tengo ninguna diferencia en relación a los principios de Zajárchenko». El voto por Internet fue permitido, al parecer, de manera que los que vivían fuera del territorio controlado por la RPD podrían emitir un voto. El voto por Internet se inició antes de la jornada electoral. Esta forma de voto fue permitida en las zonas de la región de Donetsk que no estaban bajo el control de la RPD, sino del gobierno ucraniano. Estos votos a través de la Internet fueron aceptados por correo electrónico, siempre y cuando el votante enviase una copia escaneada de su pasaporte junto con su voto. De acuerdo con un artículo que apareció en el periódico británico The Guardian, la mayoría de los partidarios de una Ucrania unida, hacía tiempo que habían dejado la región de Donetsk antes del momento de las elecciones. El artículo también mencionó que los pro-ucranianos que permanecieron en Donetsk se vieron obligados a «guardar silencio en una atmósfera de miedo, en la cual los sospechosos de simpatías pro-Kiev podrían ser arrestados o peor».
La comisión electoral puso en marcha centros de votación móviles, permitiendo que los combatientes de la RPD, incluyendo voluntarios extranjeros en sus filas, pudiesen votar. En muchos lugares de votación en la región de Donetsk se vendían, o se ofrecían gratuitamente, repollo, patatas, zanahorias, remolachas y cebollas, en un esfuerzo por atraer a los votantes para la elección. Los líderes prorrusos existentes, incluso Zajárchenko, parecián «ya estar seguros» de que quedarían en el primer lugar. De acuerdo con la RPD, más de 360 centros de votación estaban abiertos en la jornada electoral.
Tres candidatos compitieron por el puesto de jefe de Estado de la República Popular de Donetsk (RDP). Estos eran Aleksandr Zajárchenko, Yuri Sivokonenko y Aleksandr Kofman. Dos partidos políticos contestaron para las elecciones parlamentarias disputadas: República de Donetsk y Donbass Libre. Mientras, el Partido Comunista de la República Popular de Donetsk planejaba participar en las elecciones, pero no se le permitió participar porque «ha cometido demasiados errores en la presentación de sus documentos». Más tarde, el Partido Comunista de la DNR apoyó a Aleksandr Zajárchenko. Pavel Gubarev y su Partido Nuevo Rusia, junto con otros partidos, se les prohibió participar porque «no fueron capaces de mantener una conferencia de fundación», ya que habían supuestos «errores en sus documentos», o porque «no habían notificado a la comisión electoral central sobre la conferencia en la cual el partido había sido fundado».

## República Popular de Lugansk
Las elecciones al parlamento de la República Popular de Lugansk (RPL) , junto con las elecciones para jefe de Estado de la RPL, se llevaron a cabo en el 2 de noviembre de 2014. En la RPL, los residentes con una edad igual o superior a los dieciocho años se les permitió votar en más de 100 lugares de votación. Cinco centros de votación se abrieron en los campos de refugiados de Dombás, en Rusia. Una comisión electoral central fue creada para organizar la elección, dirigida por Sergei Kozyakov. Él declaró el 31 de octubre que la participación electoral en la votación temprana, en los colegios electorales móviles, osciló entre el 90% y un nivel para lo cual «ya no había suficientes papeletas electorales». La comisión se negó a registrar varios partidos y candidatos por razones técnicas, y una de esas negaciones condujo a violentos enfrentamientos que dejaron tres heridos.
Cuatro candidatos compitieron por el puesto de jefe de Estado de la República Popular de Lugansk (RPL o LNR). Estos fueron el titular primer ministro de la RPL Ígor Plótnitski, Oleg Akimov, Larisa Airapetyan, y Viktor Penner.
Según el jefe de la comisión electoral central de la LPR, Sergei Kozyakov, la participación electoral fue superior al 60 por ciento. Dijo que más de 630.000 personas habían votado en las elecciones. Los resultados de las elecciones fueron anunciados por él el 3 de noviembre de 2014.

## Observadores extranjeros
El Ministerio del Interior de Ucrania (MVS) publicó una lista de los observadores extranjeros. Dicho Ministerio apeló al Servicio de Seguridad de Ucrania (SBU) para hacer la evaluación de la participación de los individuos en el proceso electoral.
Anton Shekhovtsov, un experto en ciencia política, publicó una lista de nombres adicionales, y escribió que «dos organizaciones de observación electoral» parecían haber estado a cargo de la creación de la «misión de observación electoral» para el DNR / LNR: el Observatorio de Eurasia de la Democracia y Elecciones (OEDE) dirigido por Luc Michel (un político belga de tendencias nacional-bolcheviques) y el Centro Europeo de Análisis Geopolítico (CEAG) dirigido por el político polaco de centroizquierda Mateusz Piskorski. Un grupo de observadores, aparte de los mencionados por Anton Shekhovtsov llegó a Donbass a través de Moscú y Rostov del Don.
Algunos miembros del Parlamento Europeo sirvieron como observadores a las elecciones en Nueva Rusia. Entre los observadores estuviéron los siguientes:
1. Ewald Stadler, un exmiembro del Parlamento Europeo y miembro del partido de derecha Unión por el Futuro.
2. Frank Creyelman, un político belga del partido nacionalista flamenco Vlaams Belang (Interés Flamenco) y presentado por la República Popular de Donetsk como un miembro del Parlamento europeo, a principios de 2014. Se desempeñó como observador en el referéndum de 2014 en Crimea.
3. Fabrice Beaur, del partido Nacional-Bolchevique Parti Communautaire National-Européen (que combina elementos de extrema derecha y extrema izquierda).
4. Magdalena Tasheva, una periodista, miembro del partido político búlgaro de extrema derecha Unión Nacional Ataque.
5. Alexandr Gegalčij, natural de Zakarpatia, partidario del movimiento nacionalista rusino Podkarpatskaya Rus.[39]
6. Jaroslav Doubrava, miembro del Parlamento de la República Checa, afiliado en el partido centrista y regionalista Severočeši.cz.[39]
7. Ladislav Zemánek, periodista, diputado presidente del partido conservador nacional y euroescéptico checo No a Bruselas - Democracia Nacional.[39]
8. Jean-Luc Schaffhauser, miembro del Parlamento europeo, afiliado en el partido de extrema derecha Rassemblement bleu Marine, de Marine Le Pen.
9. Sotirios Zarianopulos, miembro del Parlamento europeo, afiliado en el Partido Comunista de Grecia
10. Georgios Lambrules, miembro del Partido Comunista de Grecia.
11. Béla Kovács, miembro del Parlamento europeo, afiliado en el partido de extrema derecha Jobbik.
12. Márton Gyöngyösi, miembro de la Asamblea Nacional de Hungría, afiliado en Jobbik.
13. Alessandro Bertoldi, miembro del partido de centro-derecha Forza Italia.[40]
14. Alessandro Musolino, miembro del partido de centro-derecha Forza Italia.[41]
15. Fabrizio Bertot, miembro del partido de centro-derecha Forza Italia, miembro del Parlamento europeo.[42]
16. Oleg Pakholkov, miembro del partido de centro-izquierda Rusia Justa.[43]
17. Mikhail Bryackak, miembro del partido de centro-izquierda Rusia Justa.[43]
18. Vladimir Đukanović, miembro de la Asamblea Nacional de Serbia, afiliado en el partido pro-europeo, que está en el poder, Partido Progresista Serbio.[44]
19. Vladimir Kršljanin, presidente del Movimiento Popular de Serbia.
20. Viliam Longauer, secretario de la Unión Eslovaca de Militantes Antifascistas.[45]
21. Frank Abernathy, abogado, hombre de negocios americano - EFS Investment Partners LLC.[46]

## Reacciones
- República Popular de Donetsk — El jefe de la Comisión Electoral de República Popular de Donetsk, Roman Lyagin ha dicho que "Kiev tiene que llegar a un acuerdo con la idea de que Donbass no es parte de Ucrania ... si van a reconocer el resultado de nuestro voto o no, es un problema de Kiev"[25]
- Rusia — En respuesta a las elecciones, el viceministro de las Relaciones Exteriores de Rusia Grigori Karasin dijo: "Los representantes electos de las regiones de Donetsk y Lugansk obtuvieron el mandato para celebrar negociaciones con las autoridades ucranianas centrales para resolver problemas ... a través de un diálogo político.[25] El 5 de diciembre, el ministro de Asuntos Exteriores de Rusia Serguéi Lavrov mantuve la afirmación de que las elecciones fueron "exactamente dentro del rango en el que se habían negociado en Minsk".[47]
- Ucrania — El presidente de Ucrania Petró Poroshenko dijo que las elecciones fueron "una farsa a punta de pistola", y "una violación grave" del Protocolo de Minsk.[48] Dijo que Ucrania nunca reconocería cualquiera de las repúblicas separatistas. El presidente Petró Poroshenko dijo que su país está rearmando y que hará desplegar nuevas unidades para el este del país, para oponerse a cualquier intento de los rebeldes prorrusos para hacerse cargo de más territorio. Funcionarios de seguridad de Ucrania afirmaron que Rusia ha intensificado el traslado de tropas y de material militar a los rebeldes separatistas.[49] Poroshenko dijo que pediría el Parlamento para suspender una ley que daría a las regiones separatistas de un "estatus especial".[50]